# Charlieu
Charlieu este o comună în departamentul Loire din sud-estul Franței. În 2009 avea o populație de 3.680 de locuitori.

## Evoluția populației
| An        | 1975  | 1982  | 1990  | 1999  | 2006  | 2009  |
| --------- | ----- | ----- | ----- | ----- | ----- | ----- |
| Populație | 4.789 | 4.322 | 3.727 | 3.582 | 3.649 | 3.680 |